# 小威廉·凯利·哈里森

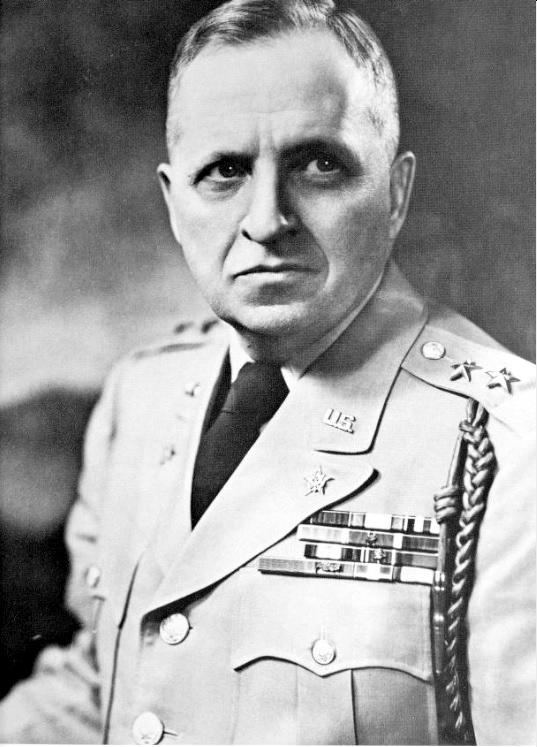
小威廉·凯利·哈里森

小威廉·凯利·哈里森（英語：William Kelly Harrison Jr.，1895年9月7日—1987年5月25日）是美国陆军的一名功勋卓著的军官，拥有中将军衔。他毕业于美国军事学院，在二战期间晋升为准将，并在诺曼底战役和阿登战役期间多次表现出色，担任第30步兵师的副师长。哈里森因在“眼镜蛇行动”期间的行动而被授予杰出服役十字勋章，这是美国陆军授予的第二高勋章。
战争结束后，哈里森留在了陆军，并在数个州内部任职后，被派往远东，担任朝鲜战争中联合国军停战代表团的负责人。他参加了停战谈判，并于1953年7月27日签署了《朝鲜停战协定》，在核定文本时，联合国军停战代表团坚持把译为“海立胜”而不是当时常用的“哈利逊”。哈里森于1957年初完成了他作为美国加勒比司令部司令的职业生涯。